# Rhypotoses
Rhypotoses é um gênero de traça pertencente à família Arctiidae.